# TERA-1000
TERA-1000 est un supercalculateur français conçu par les équipes de Bull SA et du CEA-DAM (Direction des applications militaires du CEA) et fabriqué par Bull SA.
Son architecture préfigure les architectures qui seront mises en œuvre à l’horizon de 2020 dans le prochain calculateur du CEA/DAM, EXA1. Au maximum de son classement en juin 2018, il a occupé la 14e place du classement mondial TOP500. Il est physiquement situé au site du CEA de Bruyères-le-Châtel.

## Architecture
TERA-1000 est une grappe de 8004 serveurs rassemblant 561 408 cœurs Intel Xeon Phi 7250 et entrainant un système d'exploitation Linux. Il a été mis en service par parties pour atteindre fin 2017 sa puissance maximale sous le nom TERA-1000-2 (TERA-1000-1 en 2016 et 2017, puis TERA-1000-2-part1 en fin 2017, et enfin TERA-1000-2 depuis 2018).
Ce supercalculateur dispose de plus de 1,5 pétaoctets de RAM.

## Puissance de calcul
La performance atteinte annoncée s'établit à 25 pétaflops (Rmax), soit 25 × 1015 opérations par seconde sur des nombres flottants. Sur les tests génériques de top500.org, ces performances sont atteintes dans la publication de juin 2018 (voir ci-dessous).
En juin 2021, le TERA-1000-2 est au 34e rang mondial dans le TOP500 des supercalculateurs. A cette date ce n'est pas l'ordinateur le plus performant en France, puisque la société Total exploite le PANGEA III (produit par IBM) qui pointe au 21e rang mondial.

## Application
Le supercalculateur TERA-1000 est destiné au programme Simulation du CEA, qui consiste à reproduire par le calcul les différentes phases de fonctionnement d'une arme nucléaire.